# 拉坎帕納峰 (梅里達州)
8°36′14″N 71°56′05″W / 8.6038°N 71.9346°W
拉坎帕納峰（西班牙語：Cerro La Campana），是委內瑞拉的山峰，位於該國西部梅里達州，處於洪保德峰以東，由內華達山脈國家公園負責管轄，西面有玻利瓦爾峰，海拔高度3,627米。